# Приказка за Бодрум
Приказка за Бодрум (на турски: Bodrum Masalı) е турски сериал, чиято премиера е на 18 август 2016 г. В главните роли са Шевал Сам, Дилан Чичек Дениз, Алперен Дуймаз, Езги Шенлер и Хилми Джем Интепе. Сериалът завършва без еднозначен финал поради първоначалното намерение за заснемане на втори сезон, което в крайна сметка не се осъществява поради отказ на Kanal D и липса на готовност на друг канал за финансиране на продължението.

## Сюжет
Еврен Ергювен е богат и амбициозен хотелиер. Има съпруга Йълдъз и две деца – Су и Атеш. В същото време има любовница, която също се занима с хотели, но в Бодрум. В един ден животът на това семейство се разрушава с резултат на финансови проблеми и те са принудени да заминат за Бодрум, където Йълдъз притежава половин хотел, останал ѝ от баща ѝ. Семейството напуска Истанбул и се мести в малка къща, откъдето започва наново живота си. Другата половина от хотела е на Фариял – бившия приятел на Йълдъз, който има жена и брат. Су и Атеш започват да посещават местното училище, където срещат нови приятели. Остава да разберем дали семейсвото ще успее да изгради нов живот за себе си или ще се поддаде под ударите на съдбата?

## Актьорски състав
- Шевал Сам – Йълдъз Ергювен
- Мурат Айген – Еврен Ергювен
- Тимучин Есен – Фаралъ (Юджел)
- Дилан Чичек Дениз – Су Ергювен
- Алперен Дуймаз – Атеш Ергювен
- Езги Шенлер – Аслъ
- Хилми Джем Интепе – Келебек (Хюсню)
- Топрак Саълам – Гьозде
- Серел Йерели – Алара Акаслан
- Серхан Онат – Узай
- Бора Дженгиз – Дженк
- Зехра Йълмаз – Рана
- Каан Чакър – Джахит Акаслан
- Назлъ Кар – Шуле
- Йенер Гюрсой – Гьоненч
- Неджат Ишлер – Бора Генджай
- Биге Йонал – Лал
- Аслъхан Гюрбюз – Мая

## В България
В България сериалът започва на 3 август 2020 г. по Диема Фемили и завършва на 8 януари 2021 г. На 24 август започва повторно излъчване и завършва на 27 януари 2022 г. На 21 март започва ново повторение и завършва на 9 юни. На 13 септември започва отново и завършва на 2 март 2023 г. Ролите се озвучават от Елисавета Господинова, Петя Абаджиева, Николина Чонова, Васил Бинев, Силви Стоицов и Светозар Кокаланов.